# محرك ثنائي الأسطوانات

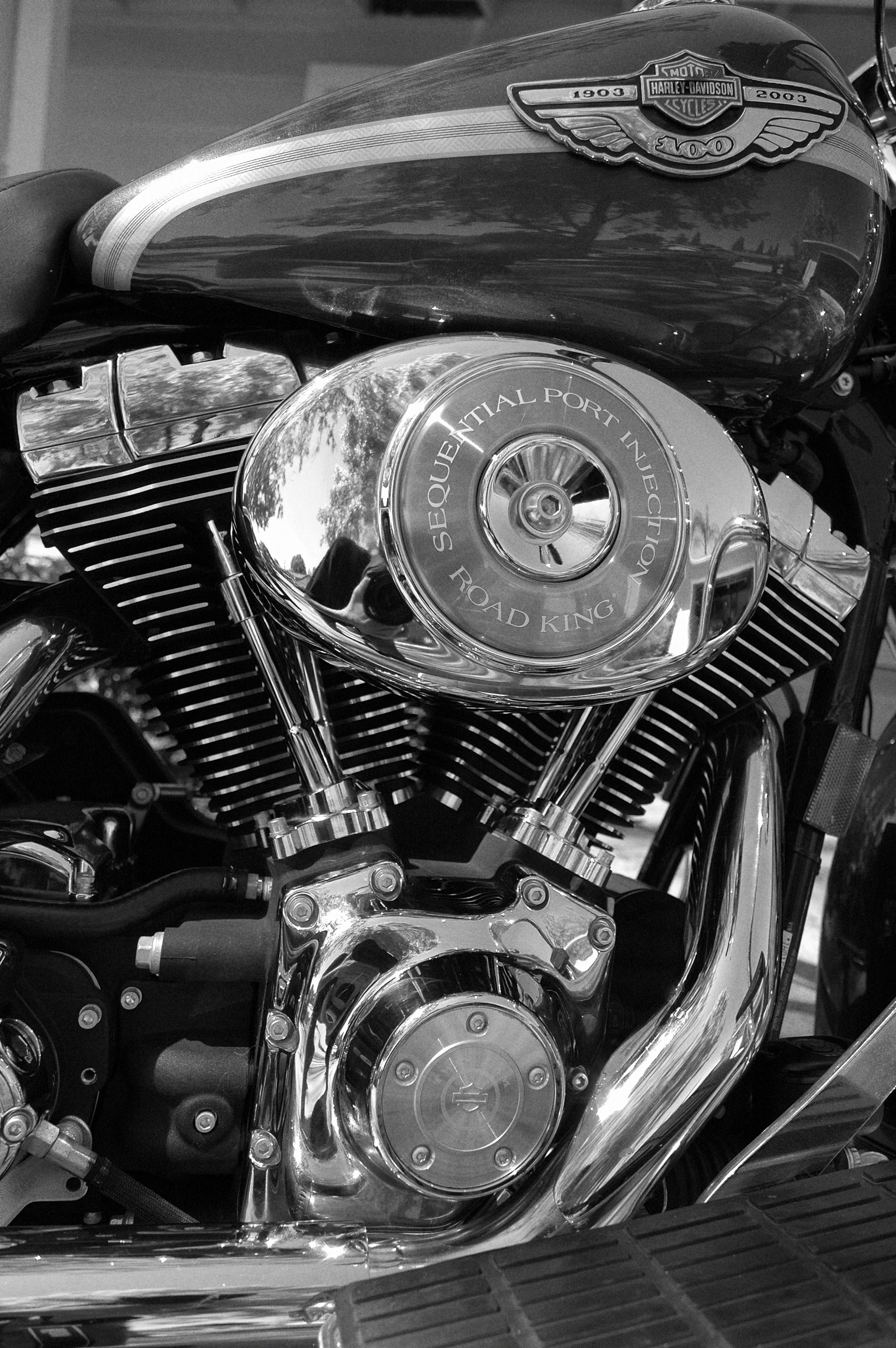
محرك درجة هارلي ديفيدسون كينج روّد

محرك V-التوأم هو محرك احتراق داخلي بأسطوانتين، حيث تأخذ الاسطوانات تكوين حرف «v».